# 1825.
◄ | 18. stoljeće | 19. stoljeće | 20. stoljeće | ►
◄ | 1790-ih | 1800-ih | 1810-ih | 1820-ih | 1830-ih | 1840-ih | 1850-ih | ►
◄◄ | ◄ | 1822. | 1823. | 1824. | 1825. | 1826. | 1827. | 1828. | ► | ►►
Arhitektura • Astronomija • Biologija • Glazba • Kazalište • Kemija • Kiparstvo • Knjige • Književnost • Kršćanstvo • Meteorologija • Medicina • Politika • Pravo • Promet • Slikarstvo • Šport • Znanost • Željeznički promet

## Događaji
- U Engleskoj sagrađena prva željeznička pruga u svijetu.

## Rođenja
- 25. ožujka – Max Schultze, njemački anatom i histolog († 1874.)
- 11. svibnja – Adolfo Weber Tkalčević, hrvatski filolog, književnik, književni kritičar i estetičar († 1889.)
- 26. srpnja – Franc Šbül slovenski pjesnik i katolički svećenik u Mađarskoj († 1864.)
- 21. listopada – Eugen Kvaternik, hrvatski političar, pisac i revolucionar († 1871.)
- 23. listopada – Ivan Pavao Vlahović, hrvatski liječnik i prirodoslovac († 1899.)
- Eduard Hanslick († 1904.)

## Smrti
- 4. svibnja – Stjepan Korolija, zagrebački kanonik, pisac, prevoditelj (* 1760.)

## Vanjske poveznice
|  | Zajednički poslužitelj ima još gradiva o temi 1825. |